# Canadian Museum for Human Rights
Canadian Museum for Human Rights är ett människorättsmuseum i Winnipeg, Kanada. Initiativtagare var advokaten Israel Asper, som presenterade idén strax innan han dog 2003. Fem år senare fattade Kanadas parlament beslutet att finansiera museet, som är det första nationella museet utanför huvudstaden. Invigningen ägde rum i september 2014.